# الاغتصاب خلال الإبادة الجماعية للأرمن
أثناء الإبادة الأرمنية التي نفذتها الإمبراطورية العثمانية وبالتحديد حزبُ تركيا الفتاة والقوات المسلحة التركية وبعضٌ من عامّة الجمهور في حقّ الأرمن؛ حصلت حملة منهجية شملت الإبادة الجماعية والاغتصاب ضد الإناث الأرمن والأطفال من كلا الجنسين. قبل بدأ الإبادة الجماعية؛ اعتمدت الدولة العثمانية على أسلوب موحد استخدمتهُ لتخويف السكان الأرمن ألا وهوَ الإذلال الجنسي. لم تتعرض النساء والفتيات للاغتصاب وفقط، بل أُجبرت الكثير منهنّ على الزواج القسري والتعذيب والإكراه على البغاء هذا فضلًا عن بيعهنّ في سوق النخاسة وتشويه أعضائهنّ الجنسية. في هذا السياق؛ ذكرَ السيّد هاينريش بيرغفيلد قُنصل الدولة الألمانية في طرابزون أن «عديد النّساء والفتيات قد تمّ اغتصابهن ... كان ذلك جزءًا من خطة كاملة لإبادة الأرمن.» من جهة أخرى اعترفَ كل من مسؤولي الدولة التركية، الأمريكية، النمساوية والألمانية بأنّ الإبادة الجماعية شهدت خملة اغتصاب منهجي كأسلوب من أساليب الضغط.

## الخلفية
خلالَ الفترة الممتدة من 1850 وحتّى 1870؛ أرسلَ بطريرك أرمينيا 537 رسالة إلى مقر الباب العالي طلبًا المساعدة لحماية الأرمن من العنف والإيذاء وإيقاف الظلم الاجتماعي والسياسي الذي يتعرضونَ له. في تلك الرسائل؛ طلبَ بطريرك أرمينيا حماية الأرمن منَ السرقة، القتل، الاختطاف واغتصاب النساء والأطفال وكذا مصادرة الممتلكات والضرائب والاحتيال والابتزاز من قبل المسؤولين المحليين.
لقد ضيّقَ القانون العثماني الخناق على الطائفة الأرمينية حيثُ لم يُسمح للأرمينيين مثلًا بالحصول على محاكمة مدنيّة بل كانوا يُقادون مباشرةً للمحاكمة العسكريّة على عكس المسلمين الذين كانوا يُحاكَمون في محاكم مدنيّة بحثة. ليسَ هذا فقط بل كانَ للمسلمين الحق في الطعنِ في الحكم أو طلب جلسة استماع أمام المحكمة الدينية التي لا تسمحُ لغيرِ المسلمين بالشهادة فيها بما في ذلك الأرمن. وفقًا لبيتر بالاكيان فإنّ «المسلح العثماني لم يكن قادرًا على سرقة ممتلكات الأرمن فقط بل كان قادرًا على اغتصاب وخطف النساء والفتيات وأسرهن من هناك معَ الإفلات من العقاب.» ثم أضاف: «كمية السرقة والابتزاز فضلا عن اغتصاب واختطاف النساء الأرمن التي كان مسموحا بها بموجب هذا النظام القانوني العثماني وضعت الأرمن في خطر دائم.»
في عام 1895؛ نشرَ فريدريك ديفيس غرين كتابهُ الأزمة الأرمنية في تركيا: مذبحة عام 1894 وشرحَ فيه كيف تعرّض الرجال للأرمن للقتل مُقابل اغتصاب نسائهم وأطفالهم وترويع من تبقى منهم. من الواضح أنّ الإبادة الجماعية التي حصلت عام 1915 كانت مخططة مسبقا وذلك حسبَ ما وردَ في وثيقة حصل عليها القائد هيثكوت سميث من البحرية البريطانية تحت عنوان «الوصايا العشر» وقد تضمّنت عرضًا مفصلًا عن الإبادة الجماعية وكيفَ يتوجبُ القيام بها.
بدأت الإبادة الجماعية في أعقاب اندلاع الحرب العالمية الأولى؛ حيثُ طُرد الأرمن الذين كانوا يخدمون في القوات المسلحة التركية ثمّ قُتلوا فيمَا أُرسلَ المدنيين من الأرمن ضمنَ مسيرات قسرية وحرموا من الطعام والماء وذلك في استراتيجية مماثلة لما قامت بهِ الإمبراطورية الألمانية في جنوب غرب أفريقيا الألمانية. حينَها تمّ اغتصاب النساء والفتيات والصبيان كما شُوهت أعضائهم التناسلية وقد مات مئات الآلاف في هذه المسيرات القسرية.

## الاغتصاب خلال الإبادة

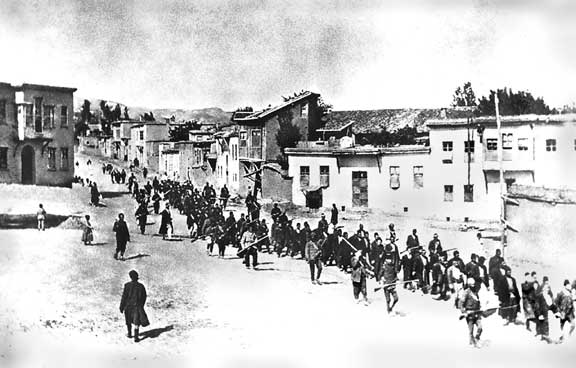
مسيرة قسرية فُرضت على الأرمن من أجلِ مغادرة مناطقهم

لم يكن الاغتصاب أحد أهداف الإبادة الجماعية لكنّ الجنود فعلوا ما يحلوا لهم في ظل عدم المبالاة وغياب الرقابة. حسبَ بعض المصادر فقد تناوبَ الجنود على اغتصاب الأرمينيات غير القادرات على الإنجاب كما تمّ اغتصاب الفتيات الصغيرات سواء في الأراضي العثمانية أو في الصحراء السورية. حسبَ شهادة شاهد عيان: «كان شيء شائع جدا بالنسبة لهم اغتصاب بناتنا في وجودنا. لقد انتهكوا عرض فتيات لم يتجاوزنَ الـ 18 سنة ونتيجة لذلك كانت الكثير منهن غير قادرات على المشي.»
تعرضّت الأرمينيات لاغتصاب جماعي وتؤكد مجموعة من الدراسات انتحار بعضهن بعد ذلك. ليس هذا فقط؛ بل قُتلت بعضهنّ على يدِ قوات الأمن نفسها. يقول شاهدٌ آخر: «لقد عٌذب الأرمن أيم عذاب؛ كانَ الجنود يُنظمونَ بعض المهرجانات وهناك يغتصبن النّساء ويُعذبنهن. لقد تعرضت النساء للاغتصاب بشكلٍ يومي وأجبرنَ على العمل كبغي.»
بحلول عام 2008؛ وصفَ ديرك موسى الإبادة الجماعية بأنها «مجموع ممارسات اجتماعية»، وفي هذا السياق يؤكدُ على أنّ الاغتصاب يمكن أن ينظر إليه باعتباره جزءًا لا يتجزأ من الإبادة الجماعية التي عادة ما تنطوي على مهاجمة العائلات والتركيز على الفئة الضعيفة – من حيث البنية والقوّة الجسدية – مثلَ الأطفال والنّساء. يرى موسى أنّ القاسم المشترك في جميع الإبادات الجماعية هي جرائمُ قتل الرضع أمام الآباء واغتصاب النساء من قبل أفراد الأمن وتشويه الأجهزة التناسلية، ولعلّ الإبادة الأرمنية خيرُ مثالٍ على هذه السلوكيات. يقومُ المهاجِمون كذلك بقتلِ الرجال الباقين على قيد الحياة من السكان بل يغتصبوهم في أحيان أخرى كجزء من الحرب النفسيّة.

### حالات
وفقًا للمحلل تانر أكشام فإنّ حملة الإبادة الجماعيّة في حق الشعب الأرميني قد شهدت البغاء القسري والاغتصاب والاعتداء الجنسي على نطاق واسع؛ بل إنّ القادة العسكريين كانوا يسمحونَ لرِجالهم بالقيام بكل ما يحلو لهم. جديرٌ بالذكرِ هنا أنّ بعض أعضاء القوات المسلحة الألمانية قد ساعدوا في مدينة دير الزور على فتح بيوت الدعارة وهذا ما استغلهُ أعضاء حزب تركيا الفتاة لصالحهم. لقد عُرضَت النساء الأرمنيات عاريات في مزادات علنيّة في مدينة دمشق حيثُ تم بيعهنّ كعبيد من أجل الرق الجنسي. ليس هذا فقط؛ بل تمّ الاتجار بهم وهو ما شكّل مصدرًا هامًا من مصادرِ الدخل بالنسبة للجنود. كانت تُباع النساء بثمن زهدٍ في المناطق العربية حيثُ لم تكن تتجاوزُ الخمس قروش في مزادات الموصل مثلًا.
حسب مذكرات كارين جيب الذي كان يعمل في عصبة الأمم في حلب فإنّ عشرات الآلاف من النساء والأطفال قد اختُطفوا في عام 1926 وتعرضت غالبيتهن للاعتداء الجنسي. وهذا ما أكده القنصل الألماني في حلب خلال الإبادة الجماعية حيث ذكر أن رجال الدرك كانوا يغتصبونَ «الفتيات العاديات» بل تعرضت أخريات للاغتصاب الجماعي من قِبل 10 حتّى 15 رجلًا.

## محاكمات
بعد نهاية الحرب العالمية الأولى؛ ضغطت المملكة المتحدة على سلطان الدولة العثمانية لتقديم قياد جمعية الاتحاد والترقي للمحاكمة بتهمة ارتكاب جرائم ضد الإنسانية. بحلول نيسان/أبريل 1919؛ كانت السلطات «المُستقلة» قد ألقت القبضَ على أكثر من 100 من المسؤولين الأتراك. خلال شهادته أمام المحكمة؛ أكّد قائد شرطة طرابزون أنه أعطى الفتيات كهدية للحاكم العام للمنطقة. نفس الأمر أكّد عليه تاجرٌ يدعى محمد علي؛ حيث أصرّ في شهادته على أن الجنود قد قتلوا الأطفال واغتصبوا النساء بل إنّ الحاكم العام قد طلبَ إحضار خمسة عشر فتاة بغرضِ إشباعهِ جنسيًا. أمّا الضابط العسكري حسن موروف فقد قال: «اختارَ المسؤولون الحكوميون في طرابزون بعضًا من أجمل نساء الأرمن ثم اغتصبوهنّ وهناك من قُتلن في سبيل إشباع الغريزة الجنسية.» على مستوى الأحكام؛ حَكمت إحدى المحاكم بإعدام شخص يدعى كمال بيه من مدينة يوزغات بتهمة القتل والترحيل القسري فيما حكمت على قائد الشرطة في منطقة تيفيك بالسجنِ 16 سنة إضافةً إلى أحكام أخرى.